# Politische Rechte (Politik)
Die politische Rechte ist der Teil des politischen Spektrums, der von einer Ungleichheit der Menschen ausgeht und daher eine gesellschaftliche Hierarchie befürwortet oder akzeptiert. Ungleichheit wird von ihr als unausweichlich, natürlich, normal und wünschenswert betrachtet (siehe auch: Egalitarismus). Hier ist zu unterscheiden zwischen der klassischen (monarchistischen) Rechten, welche die Ungleichheit durch Erbfolge und Familientradition gerechtfertigt sieht, und der liberalkonservativen Rechten, welche Ungleichheit nur dann für gerechtfertigt hält, wenn sie das Resultat eines fairen Wettbewerbs ohne Vorteilsweitergabe an Nachfahren ist. Rechte Politik kann sich sowohl auf die gesellschaftspolitische als auch auf die wirtschaftspolitische Ebene beziehen.
Norberto Bobbio differenziert anhand des Kriteriums „Gleichheit“ nicht nur eine politische Rechte von einer politischen Linken, sondern anhand des Kriteriums „Freiheit“ auch zwischen „rechter Mitte“ und „extremer Rechter“. Rechtsgerichtete Strömungen reichen von konservativen über rechtspopulistische Positionen innerhalb des demokratischen Spektrums bis hin zu verschiedenen Erscheinungsformen des antidemokratischen Rechtsextremismus, die ihre äußersten Extreme in Bewegungen wie Faschismus oder Nationalsozialismus finden.
Auch wenn diese Strömungen mitunter weit voneinander entfernt sind, eint sie allesamt die Ablehnung einer aktiv emanzipatorischen Gesellschaftsveränderung auf politischem Wege, wie sie von den verschiedenen Strömungen des linken Spektrums angestrebt wird. Politische Rechte wollen die traditionelle gesellschaftliche Ordnung sowie deren Werte und Normen wesentlich bewahren (konservative Rechte), in einen früheren Zustand zurücksetzen (reaktionäre Rechte) oder grundlegend erneuern (revolutionäre Rechte).
Obwohl die Einteilung der politischen Pole in rechts und links angesichts der Komplexität der modernen Anforderungen in der gesellschaftspolitischen Praxis sowohl auf nationalstaatlich-innenpolitischer und mehr noch auf internationaler Ebene zunehmend umstritten ist, ist eine entsprechende Einordnung im alltäglichen Sprachgebrauch weiterhin üblich und auch in der Öffentlichkeit, zum Beispiel in den Massenmedien, verbreitet. Sie dient beispielsweise sowohl der eigenen weltanschaulichen Standortbestimmung und Identifikation von Individuen, politischen Gruppen und Parteien als auch der Abgrenzung von politischen Gegnern.

## Historische Herleitung
Ursprünglich bezog sich der Begriff der politischen Rechten (und deren Gegenpol, der Linken) auf die Sitzordnung während der Französischen Revolution. In der französischen Nationalversammlung von 1789 saßen die Anhänger des Ancien Régime, d. h. der Monarchie und der entsprechenden Gesellschaftsordnung, in der Regel rechts vom Präsidenten der Versammlung, während diejenigen, die die Ideen der Revolution in verschiedenen Formen unterstützten, links von ihm saßen. Die gleiche Entsprechung zwischen Sitzordnung und politischer Ausrichtung setzte sich in den folgenden Jahrzehnten in den französischen Parlamenten fort und führte dazu, dass die verschiedenen Fraktionen als rechts bzw. links bezeichnet wurden. Während die Linke die oppositionellen Kräfte, die oft tendenziell am traditionellen Liberalismus orientierten Demokraten bis hin zu den Frühsozialisten verkörperte, stand die Rechte für den Erhalt des Status quo und für die Aristokratie, mit tendenziell absolutistischer Ausrichtung.
Auch später und noch heute orientieren sich die Sitzordnungen vieler demokratischer Parlamente, etwa die des Deutschen Bundestags oder des österreichischen Nationalrats, an dieser Tradition, so dass (aus Sicht des Präsidiums) meist die Fraktionen eher rechter Parteien weiter rechts und die eher linker Parteien weiter links sitzen.

## Europäische Rechte der Gegenwart
In Europa gibt es in den Staaten verschiedene rechte Parteien, die nachfolgend dargestellt werden.
In der Europäischen Union stärkte der Vertrag von Maastricht von 1992 die Rolle des Parlaments und der europäischen Parteien. Nationale Parteien schlossen sich auf EU-Ebene zu Parlamentsfraktionen und europäischen politischen Parteien zusammen, siehe dort. Neben links und rechts (und natürlich der Mitte/»Zentristen«) spielt dabei die Haltung zur europäischen Integration eine bestimmende Rolle.
Die folgenden Darstellungen stellen nicht immer den aktuellen Stand dar. Aktualisierte Wahlergebnisse für Parteien der politischen Rechten im Europaparlament siehe unter Identität und Demokratie Partei sowie Europäische Konservative und Reformer, dort sind auch die nationalen Parteien verlinkt.

### Parteienlandschaft in Deutschland
Innerhalb des demokratischen Spektrums wird der Begriff „rechts“ heute meist mit „bürgerlich“ gleichgesetzt und für die entsprechenden Parteien (in Deutschland vor allem CDU/CSU) verwendet, um sie von der „Linken“ abzugrenzen. Als Eigenbezeichnung ist er unter Demokraten eher ungebräuchlich, da rechts insbesondere in der deutschsprachigen Öffentlichkeit oft mit dem Phänomen des Rechtsextremismus gleichgesetzt oder zumindest assoziiert wird und dadurch negativ besetzt ist. Daher grenzen sich die meisten Vertreter des demokratischen Konservatismus davon ab, um sich vom Stigma eines „rechten“ Images zu lösen. Stattdessen beanspruchen sie, wie viele Sozialdemokraten, den Standpunkt der politischen Mitte. Franz Josef Strauß besetzte dagegen bewusst auch den rechten Rand des demokratischen Spektrums und betonte, es dürfe rechts von der CSU keine demokratisch legitimierte Partei geben. Diese Strategie war insofern erfolgreich, als Mitbewerber der Union auf der rechten Flanke des politischen Spektrums wie die „Deutsche Partei“, die „Deutsche Reichspartei“ oder auch der „Gesamtdeutsche Block/Bund der Heimatvertriebenen und Entrechteten“ (GB/BHE) seit den ausgehenden 1950er Jahren stark an Bedeutung verloren, aus dem Bundestag ausschieden und allenfalls als Splitterparteien fortbestanden. Auch Gerhard Löwenthal, deutscher Journalist und Holocaustüberlebender, bezeichnete sich selbst als „rechten Demokraten“. In den 1980er und 1990er Jahren gelang es allerdings der von ehemaligen CSU-Mitgliedern gegründeten Partei Die Republikaner, die sich selbst als rechtskonservativ versteht, mehrmals in Landtage einzuziehen.
Darüber hinaus existiert eine Vielzahl rechtsradikaler und rechtsextremer Parteien, die teilweise wegen verfassungsfeindlicher Tendenzen von den Verfassungsschutzbehörden beobachtet werden. Als größte rechtsextreme Partei gilt Die Heimat. Die „Sozialistische Reichspartei“ als offen nationalsozialistische Organisation wurde bereits 1952 vom Bundesverfassungsgericht verboten.
Der Parteienforscher Peter Lösche hielt 2008 eine zukünftige Etablierung einer Partei rechts der CDU auf Bundesebene für möglich, was sich mit der 2013 gegründeten „Alternative für Deutschland“ (AfD) bewahrheitete. Während sie bei der Bundestagswahl 2013 mit einem Stimmenanteil von 4,7 % noch knapp den Einzug in den Deutschen Bundestag verpasste, gelang ihr bei der Europawahl 2014 der Einzug in das EU-Parlament, so wie sie auch bei allen Landtagswahlen seither die Sperrklausel überwinden und in Fraktionsstärke in die Parlamente einziehen konnte. Bei der Bundestagswahl 2017 gelang ihr mit einem Stimmenanteil von 12,6 % als drittstärkste Kraft der Einzug in den Bundestag.
Aus der Corona-Protestbewegung ab 2020 hervorgegangene Parteien wie die Basisdemokratische Partei Deutschland oder WiR2020 werden mitunter als im Parteienspektrum „nicht eindeutig verortbar“ eingeschätzt.

### Parteienlandschaft in Österreich
Im österreichischen Nationalrat wird die gemäßigte Rechte von der bürgerlich-konservativen Volkspartei ÖVP repräsentiert. Rechts davon stehen die rechtspopulistisch-nationalkonservativ-deutschnationale FPÖ und das aus ihr hervorgegangene BZÖ. Während die FPÖ bei der Nationalratswahl 2013 auf dem dritten Platz landete, scheiterte das BZÖ am Wiedereinzug in den Nationalrat. Im Gegensatz zu deutschen Parteien bezeichnen sich diese durchaus auch selbst als „rechts der Mitte“. Auch das Team Stronach wurde aufgrund seiner wirtschaftsliberalen und euroskeptischen Positionen dem rechten Spektrum zugeordnet, bezeichnete sich aber als „weder rechts noch links“. Liberale Positionen, ähnlich der deutschen FDP, vertreten die Neos.

### Parteienlandschaft in der Schweiz
Auch in der deutschsprachigen Schweiz wird – aus denselben Gründen wie in Deutschland – für die demokratischen Parteien der Begriff rechts grundsätzlich nicht verwendet und an dessen Stelle von bürgerlich gesprochen. Als bürgerlich bezeichnen sich unter anderem die Freisinnig-Demokratische Partei (FDP), die Christlichdemokratische Volkspartei (CVP) und die Schweizerische Volkspartei (SVP). Im Gegensatz zu den gemäßigten Mitteparteien FDP und CVP, die in der Regel nicht als rechts betitelt werden, wird die konservative SVP von Außenstehenden oft als rechts bezeichnet. Innerhalb der SVP wird diese Zuordnung jedoch gemieden. Die SVP grenzt sich in ihrer Selbstdarstellung mit dem Begriff „bürgerlich“ zuweilen nicht nur von den linken Parteien, sondern auch von der CVP und der FDP ab.
Die 2022 aufgelöste und nicht im Parlament vertretene Kleinpartei Partei National Orientierter Schweizer (PNOS) wurde als rechtsextrem eingestuft.

### Parteienlandschaft in den Niederlanden

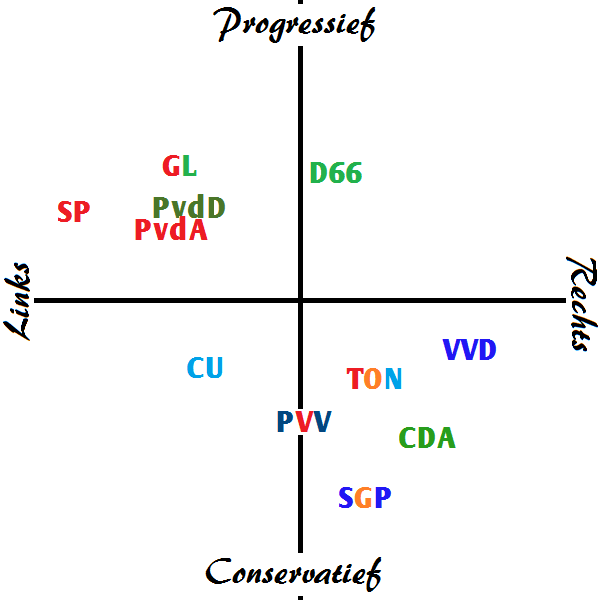
Niederländisches Parteienspektrum 2010, dem Politikwissenschaftler André Krouwel zufolge. Im unteren rechten Viertel die wirtschaftlich rechten und gesellschaftspolitisch konservativen Parteien.

Ursprünglich hat man in den Niederlanden die drei traditionellen christlichen Parteien als rechts und die nichtchristlichen (meist liberalen) Parteien als links bezeichnet. Ungefähr seit der pacificatie von 1917 wurde diese Art des Gegensatzes überwunden.

#### Christliche und konservative Parteien
Von den drei traditionellen christlichen Parteien war die katholische insofern in der politischen Mitte verankert, als sie sowohl arme als auch reiche Katholiken integrierte und wirtschaftspolitisch gemäßigt auftrat. Ähnliches gilt für die calvinistische Anti-Revolutionaire Partij, während die ebenfalls calvinistische Christelijk Historische Unie mehr die Oberschicht ansprach. In soziokultureller Hinsicht standen diese Parteien deutlich rechts. Sie waren die klassischen Regierungsparteien der Niederlande. Sie sind 1977–1980 zum Christen-Democratisch Appèl verschmolzen, einer Partei der rechten Mitte.
Seit 1918 gibt es die Staatkundig Gereformeerde Partij, eine besonders streng-calvinistische und konservative Partei. Später gegründete streng-calvinistische Parteien, die sich 2002 zur ChristenUnie zusammengeschlossen haben, sind soziokulturell rechts, aber ökonomisch und ökologisch eher links. Diese Parteien werden zusammen mit den Rechtspopulisten in der niederländischen Politikwissenschaft traditionell als klein rechts zusammengefasst. Mit Ausnahme der ChristenUnie waren sie noch in keiner Regierung vertreten.

#### Liberalismus und Rechtspopulismus
In den 1960er-Jahren konnte die rechtspopulistische Boerenpartij gewisse Erfolge verzeichnen. Die ausgesprochen rechte, nichtreligiöse Partei ist hingegen traditionell die konservativ-liberale Volkspartij voor Vrijheid en Democratie von 1948. Sie hat neben einem eher in der rechten Mitte angesiedelten Flügel auch einen nationalliberalen oder nationalkonservativen Flügel. Profilierte Rechte der VVD waren Hans Wiegel und Frits Bolkestein; als letzterer 1999 Den Haag in Richtung Brüssel verließ, entstand ein politisches Vakuum.

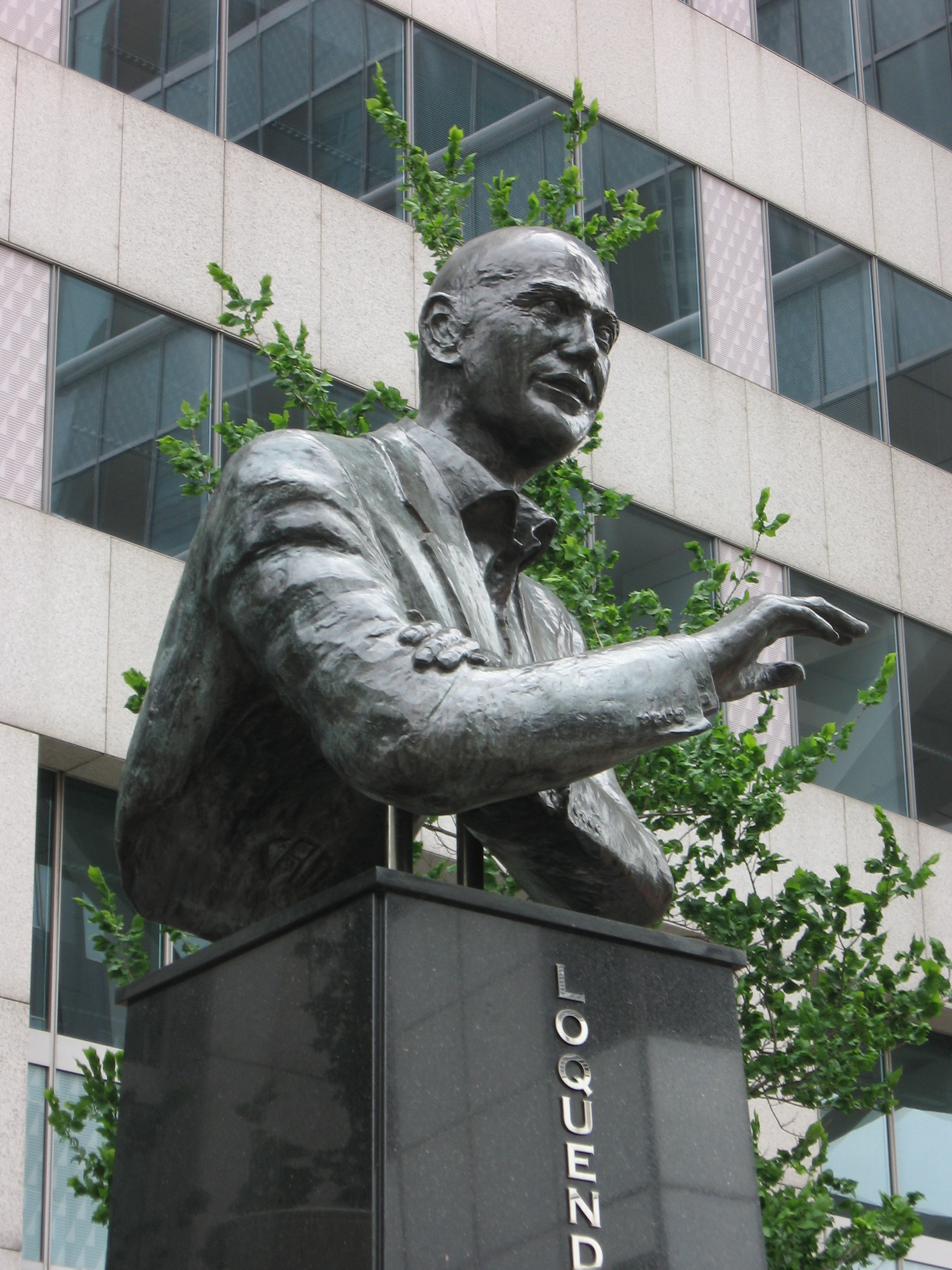
Denkmal für Pim Fortuyn in Rotterdam

Dieses Vakuum wurde zunächst von dem immigrationsfeindlichen Pim Fortuyn besetzt. Der Soziologieprofessor und Publizist Fortuyn war zunächst, seit Ende 2001, der Spitzenkandidat von Leefbaar Nederland, einer ursprünglich in der Mitte angesiedelten bürgerlichen Protestbewegung. Im Februar 2002 verließ Fortuyn Leefbaar Nederland im Streit und trat mit einer eigenen Liste bei den Parlamentswahlen an, Lijst Pim Fortuyn (LPF). Kurz vor den Wahlen im Mai wurde er ermordet. Aus dem Stand gelang seiner Liste der Sprung in die Zweite Kammer, wo sie sogar zweitstärkste Fraktion wurde (nach den wiedererstarkten Christdemokraten).
Nach dem baldigen Niedergang der LPF versuchten mehrere Politiker und Kleinparteien, das Erbe von Pim Fortuyn anzutreten. Am erfolgreichsten dürfte Geert Wilders sein, ein ehemaliger VVD-Abgeordneter, der seit 2006 mit seiner insbesondere islamfeindlichen Partij voor de Vrijheid in der Zweiten Kammer sitzt. Zeitweilig in den Umfragen erfolgreich war Rita Verdonk mit Trots op Nederland, die mehr von Kriminalität als vom Islam spricht. Aber auch die VVD unter Mark Rutte versucht, das politische Vakuum an ihrem rechten Rand wieder zu füllen.

#### Rechtsextremismus
1931 gründete Anton Mussert die Nationaal-Socialistische Bewegung, die sich erst den italienischen Faschismus, dann den deutschen Nationalsozialismus zum Vorbild nahm. Die Partei hatte in den Folgejahren gewisse Wahlerfolge. 1941 wurde sie zur einzigen erlaubten Partei während der deutschen Besatzung der Niederlande (1940–1944/1945) und wurde 1945 verboten. Vor und neben dem NSB hatte es noch weitere, ähnliche Gruppierungen gegeben. Die erste war der Verbond van Actualisten von 1923 bis 1928.
Nach dem Zweiten Weltkrieg gehörte die 1971 gegründete Nederlandse Volks-Unie zu den nennenswerten rechtsextremistischen Parteien in den Niederlanden. Sie erzielte allerdings keine Wahlerfolge. In die Zweite Kammer hingegen gelangten die Centrumpartij von 1980 und die Absplitterung Centrum Democraten des Nationalisten Hans Janmaat, mit jeweils einem Sitz bei den Wahlen 1982 und 1989 und drei Sitzen 1994. Spätere Strömungen, der die Nieuwe Nationale Partij und Nieuw Rechts von Michiel Smit angehörten, kamen vereinzelt in Gemeinderäte.

### Andere Länder Europas

#### Belgien
Die Parteienfamilien der Christdemokraten, Liberalen, Sozialdemokraten und Grünen sind in Belgien jeweils in eine flämische und eine wallonische und teilweise auch eine deutschsprachige Partei aufgespalten. Unter den extrem rechten oder nationalistischen Parteien sind hingegen sowohl die für ein vereintes Belgien eintretenden als auch die wallonische Front national bedeutungslos. Die Partei „Vlaams Belang“ (früher Vlaams Blok), die für ein unabhängiges Flandern und gegen Einwanderung eintritt und oft als rechtsextrem eingestuft wird, konnte dagegen große Erfolge erzielen und zeitweise sogar zur stärksten Partei im wohlhabenderen nördlichen Landesteil aufsteigen. Nachdem sie von der Nieuw-Vlaamse Alliantie allerdings Konkurrenz bekommen hatte, kam sie bei den Wahlen 2011 nur noch auf 7,7 Prozent nach annähernd zwölf Prozent im Jahr 2007.

#### Dänemark
Viele dänische Parteien in Dänemark und Norwegen tragen noch heute Namen, die aus ihrer Gründungszeit stammen und auf ihre Positionierung im historischen Rechts-Links-Schema des 19. Jahrhunderts verweisen, so etwa die Venstre („Linke“, liberal-konservativ) oder die Radikale Venstre („Radikale Linke“, sozialliberal). Die Dänische Volkspartei (DF) gilt als klassisches Beispiel für das Phänomen des Rechtspopulismus und als politisches Vorbild für die Schwedendemokraten. Sie erlebte einen rasanten Aufstieg, und Parteichefin Pia Kjærsgaard konnte zwischen 2001 und 2011 erheblichen Einfluss auf die dänische Regierungspolitik gewinnen, besonders auf dem Gebiet der Zuwanderungspolitik. Bei der letzten Wahl 2015 erreicht die Dänische Volkspartei 21 % der Stimmen.

#### Frankreich
In Frankreich sind die Bezeichnungen Gauche und Droite die häufigsten Einordnungskriterien für politische Positionen. Diese stammen teilweise noch aus der Zeit der Französischen Revolution und den ihr folgenden innenpolitischen Auseinandersetzungen des 19. Jahrhunderts. Die Französische Rechte wurde von dem Politikwissenschaftler René Rémond in drei Gruppierungen unterteilt, die auf die monarchistischen Strömungen des 19. Jahrhunderts zurückgehen: die bürgerlich-liberalen Orléanisten, die national-populistischen Bonapartisten und die reaktionär-katholischen Legitimisten. Diese drei Strömungen seien, obwohl sich inzwischen fast alle politischen Parteien zur republikanischen Staatsform bekennen, immer noch relevant. Ein bedeutender Einschnitt für die französische Rechte ereignete sich nach 1945, als viele Ideen und Vertreter durch das Vichy-Regime diskreditiert waren und Charles de Gaulle sie schließlich in der Strömung des Gaullismus vereinigen konnte. Der Gaullismus betont die Bedeutung der französischen Nation und der Tradition, bezog sich aber positiv auf die Errungenschaften der Revolution, Demokratie und Laizismus. Die 2002 gegründete UMP vereint in sich gaullistische, liberale, konservative und christdemokratische Strömungen. Eine bedeutende Partei rechts der UMP ist der seit 1972 bestehende nationalistische Front National, der sich vor allem für die Begrenzung der Einwanderung besonders für außereuropäische Migranten einsetzt, aber auch für Forderungen wie die Wiedereinführung der Todesstrafe, den Rückzug aus internationalen Organisationen und allgemein eine Rückbesinnung auf „Tradition und französische Identität“ steht. Der Vorsitzende Jean-Marie Le Pen führte die Partei ab ihrer Gründung bis zum Januar 2011, als er den Vorsitz an seine Tochter Marine Le Pen übergab. Diese verfolgt die Strategie einer Öffnung der Partei hin zur politischen Mitte, ohne aber Kernpositionen aufzugeben, und erreichte bei den Präsidentschaftswahlen 2012 18,5 % der Stimmen. Die Partei lehnt die Bezeichnungen „rechts“ und „rechtsextrem“ für sich ab, da sie ein wirtschaftspolitisch egalitäres Programm verfolgt, das eher der politischen Linken zugeschrieben wird, und führt stattdessen den Wahlspruch «Ni droite ni gauche – français!» („Weder rechts noch links – französisch!“).

#### Italien
Historisch gesehen war Italien seit 1945 von dem Gegensatz zwischen der christdemokratischen Democrazia Cristiana und der Kommunistischen Partei geprägt. Daneben existierten die kleineren Parteien der historischen Rechten (Liberale und Republikaner) und die Mitte-links-Parteien (Sozialisten und Sozialdemokraten), während der neofaschistische Movimento Sociale Italiano von den großen Parteien ähnlich wie in Deutschland als nicht koalitionsfähig ignoriert wurde. Nach dem Ende der so genannten Ersten Republik im Tangentopoli-Skandal 1993 veränderte sich die politische Landschaft drastisch: Während die Mitte-Links-Parteien bis zur Gründung der Partito Democratico 2008 zersplittert blieben, konnte der Medienunternehmer Silvio Berlusconi mit seiner Partei Forza Italia vor allem die alte DC-Wählerschaft ansprechen und arbeitet dabei auch mit rechtsextremen und neofaschistischen Parteien zusammen. 2009 fusionierte die Partei mit der nationalkonservativen Alleanza Nazionale, dem gemäßigteren Nachfolger des MSI, und heißt seither Popolo della Libertà. FI bzw. PdL präsentier(t)en sich als liberal-konservative und christdemokratische Partei, Kritiker bemängeln aber, dass oft mit rechtspopulistischen Parolen Stimmung machen würde und einseitig auf die Interessen des Parteigründers ausgerichtet sei. Einen rasanten Aufstieg erlebte auch die rechtspopulistische „Lega Nord“, die 1989 von Umberto Bossi gegründet wurde. Sie war mit vier Ministern an der Regierung von Silvio Berlusconi beteiligt, der sein Amt dem Erfolg der „Lega Nord“ bei der Wahl 2008 zu verdanken hatte. Die „Lega Nord“ kämpft für ein von Rom und dem ärmeren Süditalien unabhängiges bzw. autonomes Norditalien. Die 2012 gegründete Nachfolgepartei der Nalleanza Nazionale, die als postfaschistisch und rechtsextrem klassifizierte Fratelli d’Italia, stellt seit   2022 die italienische Ministerpräsidentin Giorgia Meloni.

#### Schweden
In dem Land, das in der Nachkriegszeit am längsten von linken bzw. sozialdemokratischen Parteien regiert wurde und am meisten von deren Ideen umsetzte, haben sich, neben Parteien der gemäßigten Rechten wie der liberal-konservativen Moderata Samlingspartiet, seit 2010 auch die rechtspopulistischen Schwedendemokraten etabliert, während es in den benachbarten Ländern Dänemark und Norwegen ähnliche Phänomene schon lange gab. Die zentrale Forderung der Schwedendemokraten ist eine drastisch verschärfte Einwanderungspolitik. Parteichef Jimmie Åkesson fordert erhebliche Einschnitte bei der Einwanderung. Er sieht den Islam als größte ausländische Bedrohung seit dem Zweiten Weltkrieg. Unter den 9,4 Millionen Einwohnern Schwedens sind rund 14 Prozent Einwanderer. Die meisten stammen aus Finnland, gefolgt von dem ehemaligen Jugoslawien, Irak, Iran und Polen.

#### Serbien
In Serbien gibt es die rechtsextreme Partei Srpska Radikalna Stranka, die zurzeit 8,4 % der Wählerstimmen bei der Wahl 2016 erreicht hat. Sie erreichte 2007 die Mehrheit der Stimmen, blieb aber in der Opposition, weil sie keinen Koalitionspartner fand. Sie wurde 1990 von Vojislav Šešelj gegründet und beteiligte sich von 1998 bis 2000 an der Regierung und koalierte mit der Sozialistischen Partei Serbiens unter Slobodan Milošević in der „Koalition der Nationalen Einheit“. In dieser Legislaturperiode stellten sie den Vizepräsidenten.

#### Ungarn
Der rechtsgerichtete ungarische Bürgerbund (FIDESZ) regiert seit den Wahlen im April 2010 mit einer Zweidrittelmehrheit. Parteichef und Ministerpräsident Viktor Orbán richtet den Staat zunehmend national aus. Ein „System der nationalen Zusammenarbeit“ soll die angeblich chaotische Nachwende-Demokratie ersetzen. Mit der Zweidrittelmehrheit wurde eine neue Verfassung erlassen, die die Bedeutung von Werten wie der Familie, des Christentums und der historischen Stephanskrone als Grundlage der ungarischen Nation besonders betont. Weiter rechts von ihr steht die Partei „Jobbik“ (Die Besseren), die mit 17 Prozent erstmals ins Parlament eingezogen war.

#### Vereinigtes Königreich
Bei der Europawahl 2009 gelang der rechtsextremen British National Party wider Erwarten zum ersten Mal der Einzug in das Europäische Parlament, wo sie mit zwei Abgeordneten vertreten war. Einflussreicher war damals allerdings die gemäßigtere rechtspopulistische UK Independence Party, die für einen Austritt aus der Europäischen Union, die Begrenzung der Einwanderung, „traditionelle Werte“ sowie eine Beschneidung des Sozialstaats und eine marktwirtschaftlichere Ordnungspolitik eintrat. Bei der Europawahl 2019 wurde sie in dieser Rolle abgelöst durch die Brexit-Partei, seit 2021 umbenannt in Reform UK.

## Rundfunkberichte
- Ann-Kathrin Jeske: Rechte Parteien seit den 1990er Jahren – Von den Republikanern zur AfD, Deutschlandfunk – Hintergrund vom 6. September 2018